# 55-й гвардейский истребительный авиационный полк
55-й гвардейский истребительный авиационный Харьковский Краснознамённый ордена Александра Невского полк (55-й гв. иап) — воинская часть Военно-воздушных сил (ВВС) Вооружённых Сил РККА, принимавшая участие в боевых действиях Великой Отечественной войны.

## Наименования полка

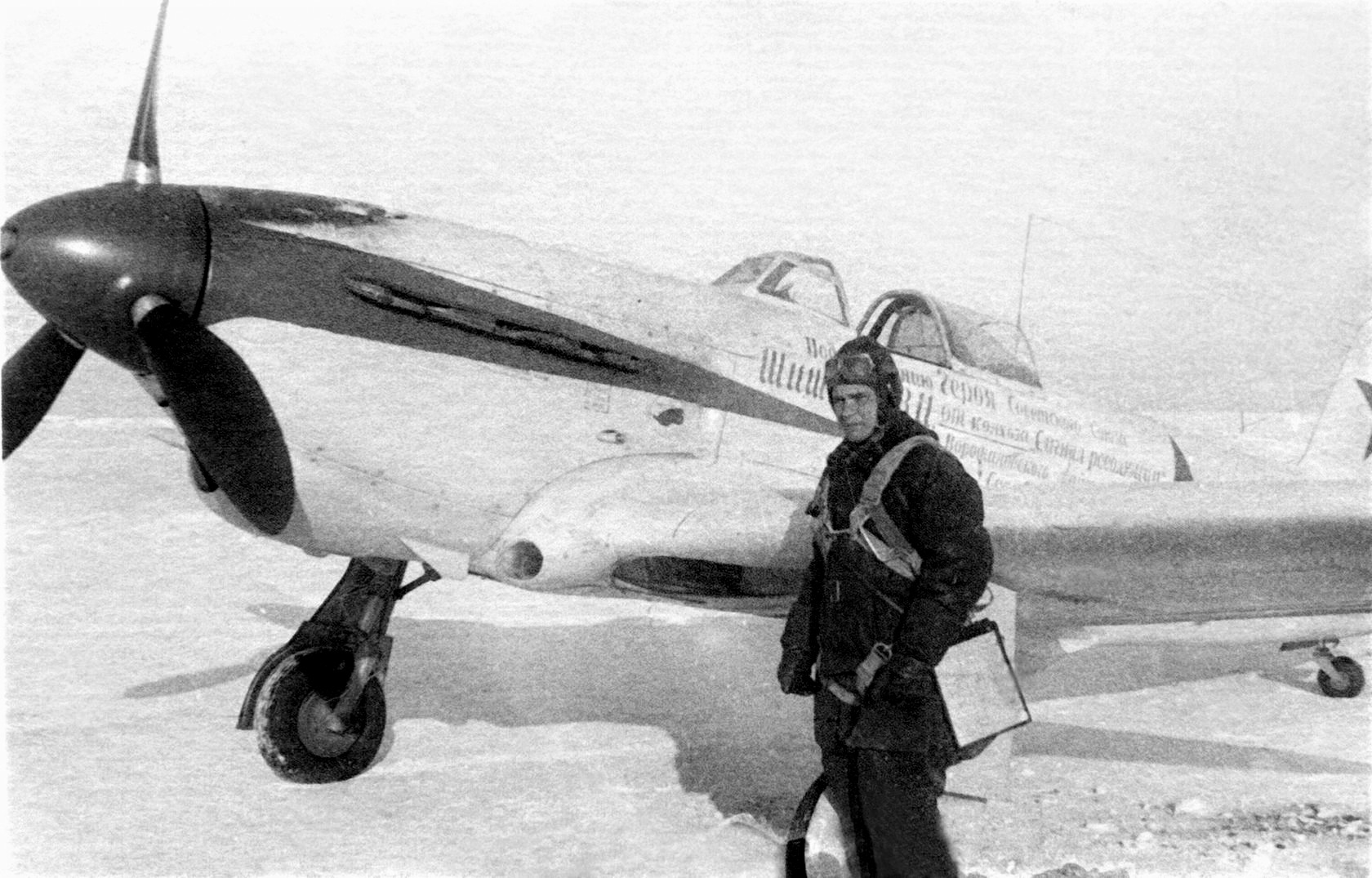
Именной самолёт Як-1. Надпись на фюзеляже самолёта «Подразделению Героя Советского Союза Шишкина В.И. от колхоза «Сигнал Революции» Ворошиловского района Саратовской области». На фото Командующий 16-й воздушной армией генерал-лейтенант С.И. Руденко

За весь период своего существования полк несколько раз менял своё наименование:
- 581-й истребительный авиационный полк;
- 55-й гвардейский истребительный авиационный полк;
- 55-й гвардейский истребительный авиационный Харьковский полк;
- 55-й гвардейский истребительный авиационный Харьковский ордена Александра Невского полк;
- 55-й гвардейский истребительный авиационный Харьковский Краснознамённый ордена Александра Невского полк;
- Полевая почта 06938.

## Создание полка
55-й гвардейский истребительный авиационный полк образован 3 февраля 1943 года путём переименования 581-го истребительного авиационного полка в гвардейский за образцовое выполнение боевых задач и проявленные при этом мужество и героизм на основании Приказа НКО СССР.

## В действующей армии
В составе действующей армии:
- с 3 февраля 1943 года по 9 января 1944 года, итого — 340 дней,
- с 1 июня 1944 года по 7 сентября 1944 года, итого — 98 дней,
- с 21 ноября 1944 года по 9 мая 1945 года, итого — 169 дней.

Всего 607 дней.

## Командиры полка
- капитан, майор, подполковник Шишкин Василий Иванович[3], 03.02.1943 — 15.03.1947

## В составе соединений и объединений
| Период        | Фронт (округ)                                   | армия                                                       | дивизия                                            | примечание                                                              |
| ------------- | ----------------------------------------------- | ----------------------------------------------------------- | -------------------------------------------------- | ----------------------------------------------------------------------- |
| 30.09.1942 г. | Донской фронт                                   | 16-я воздушная армия                                        | 220-я истребительная авиационная дивизия           | Як-1                                                                    |
| 03.02.1943 г. | Донской фронт                                   | 16-я воздушная армия                                        | 1-я гвардейская истребительная авиационная дивизия | Полк преобразован в гвардейский, Як-1                                   |
| 15.02.1943 г. | Центральный фронт                               | 16-я воздушная армия                                        | 1-я гвардейская истребительная авиационная дивизия | Як-1                                                                    |
| 15.07.1943 г. |                                                 |                                                             | 1-я гвардейская истребительная авиационная дивизия | выведен во фронтовой тыл на переучивание, г. Курск-Восточный, Аэрокобра |
| 20.10.1943 г. | Белорусский фронт, резерв фронта                | 16-я воздушная армия                                        | 1-я гвардейская истребительная авиационная дивизия | Аэрокобра                                                               |
| 01.06.1944 г. | Белорусский фронт                               | 16-я воздушная армия                                        | 1-я гвардейская истребительная авиационная дивизия | Аэрокобра                                                               |
| 01.07.1944 г. | 1-й Белорусский фронт                           | 6-я воздушная армия                                         | 1-я гвардейская истребительная авиационная дивизия | Аэрокобра                                                               |
| 08.09.1944 г. | Резерв ВГК                                      |                                                             | 1-я гвардейская истребительная авиационная дивизия | Аэрокобра                                                               |
| 21.11.1944 г. | 1-й Белорусский фронт                           | 16-я воздушная армия                                        | 1-я гвардейская истребительная авиационная дивизия | Аэрокобра                                                               |
| 15.01.1945 г. | 1-й Белорусский фронт                           | 16-я воздушная армия                                        | 1-я гвардейская истребительная авиационная дивизия | Аэрокобра                                                               |
| 06.07.1945 г. | Группа советских оккупационных войск в Германии | 6-й истребительный авиационный корпус 16-я воздушная армия  | 1-я гвардейская истребительная авиационная дивизия | Аэрокобра                                                               |
| 25.01.1946 г. | Особый военный округ                            | 11-й истребительный авиационный корпус 3-я воздушная армия  | 1-я гвардейская истребительная авиационная дивизия | Аэрокобра                                                               |
| 29.01.1946 г. | Прибалтийский военный округ                     | 11-й истребительный авиационный корпус 15-я воздушная армия | 1-я гвардейская истребительная авиационная дивизия | Аэрокобра                                                               |
| 15.03.1947 г. | Прибалтийский военный округ                     | 11-й истребительный авиационный корпус 15-я воздушная армия | 1-я гвардейская истребительная авиационная дивизия | расформирован                                                           |

## Участие в операциях и битвах

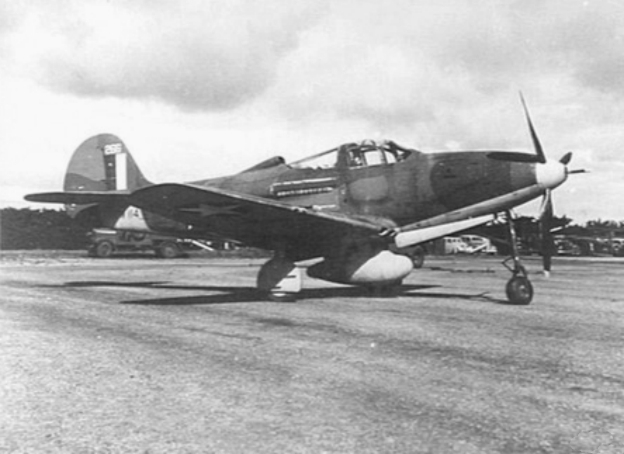
Самолёт Р-39 Аэрокобра

- Курская битва[4] c 5 июля 1943 года по 23 августа 1943 года
- Орловская наступательная операция — с 12 июля 1943 года по 18 августа 1943 года
- Черниговско-Припятская операция — с 26 августа 1943 года по 30 сентября 1943 года.
- Калинковичско-Мозырская операция — с января 1944 года по февраль 1944 года.
- Рогачёвско-Жлобинская операция — с 21 февраля 1944 года по 26 февраля 1944 года.
- Белорусская операция «Багратион»[4] — с 23 июня 1944 года по 29 августа 1944 года.
- Бобруйская операция[4] — с 24 июня 1944 года по 29 июня 1944 года.
- Люблин-Брестская операция[4] — с 17 июля 1944 года по 2 августа 1944 года.
- Висло-Одерская операция — с 12 января 1945 года по 3 февраля 1945 года.
- Варшавско-Познанская операция[4] — с 14 января 1945 года по 3 февраля 1945 года.
- Восточно-Померанская операция[4]- с 1 марта 1945 года по 4 апреля 1945 года.
- Берлинская операция[4] — с 16 апреля 1945 года по 8 мая 1945 года.

## Награды
- 55-й гвардейский истребительный авиационный Харьковский полк за образцовое выполнение заданий командования в боях с немецкими захватчиками при овладении городами Штаргард, Наугард, Польцин и проявленные при этом доблесть и мужество Указом Президиума Верховного Совета СССР от 26 апреля 1945 года награждён орденом Александра Невского[5].
- 55-й гвардейский истребительный авиационный Харьковский ордена Александра Невского полк за образцовое выполнение заданий командования в боях с немецкими захватчиками при овладении городом Бранденбург и проявленные при этом доблесть и мужество Указом Президиума Верховного Совета СССР от 28 мая 1945 года награждён орденом Красного Знамени[5].

## Почётные наименования
- 55-му гвардейскому истребительному авиационному полку за показанные образцы мужества и геройства в борьбе против фашистских захватчиков 4 мая 1943 года присвоено почётное наименование «Харьковский»[6]

## Благодарности Верховного Главнокомандующего
Воинам полка в составе дивизии объявлены благодарности Верховного Главнокомандующего:
- За прорыв обороны немцев на бобруйском направлении, юго-западнее города Жлобин и севернее города Рогачев[7].
- За отличия в боях в наступлении из района Ковеля, при прорыве сильно укрепленной обороны немцев и при продвижении за три дня наступательных боев вперед до 50 километров, при расширении прорыва до 150 километров по фронту, при занятии более 400 населенных пунктов, в том числе крупных населенных пунктов Ратно, Малорыта, Любомль, Опалин и выходе к реке Западный Буг[8].
- За отличие в боях при овладении городом и крепостью Демблин (Ивангород) — крупным железнодорожным узлом и мощным опорным пунктом обороны немцев на реке Висла[9].
- За отличие в боях при овладении городом Варшава — важнейшим стратегическим узлом обороны немцев на реке Висла[10].
- За отличие в боях при овладении городами Лодзь, Кутно, Томашув (Томашов), Гостынин и Ленчица[11].
- За отличие в боях при овладении городами Штаргард, Наугард, Польцин — важными узлами коммуникаций и мощными опорными пунктами обороны немцев на штеттинском направлении[12].
- За отличие в боях при овладении городами Франкфурт-на-Одере, Вандлитц, Ораниенбург, Биркенвердер, Геннигсдорф, Панков, Фридрихсфелъде, Карлсхорст, Кепеник и вступление в столицу Германии город Берлин[13].
- За отличие в боях при штурме и овладении городом Бранденбург — центром Бранденбургской провинции и мощным опорным пунктом обороны немцев в Центральной Германии[14].

## Статистика боевых действий
Всего за годы Великой Отечественной войны полком:
| Выполнено боевых вылетов | Проведено воздушных боёв | Сбито самолётов в воздухе |
| ------------------------ | ------------------------ | ------------------------- |
| 3217                     | 241                      | 134                       |

Свои потери:
| Потеряно самолётов, всего | Погибло лётчиков всего |
| ------------------------- | ---------------------- |
| 76                        | 38                     |

## Базирование
| Период            | Аэродром                         |
| ----------------- | -------------------------------- |
| 05.1945 — 08.1945 | Гурьевск Калининградской области |
| 08.1945 — 1947    | Паневежис, Литовская ССР         |

## Самолёты на вооружении
| Период      | Самолёты         |
| ----------- | ---------------- |
| 1941 — 1943 | Як-1             |
| 1943 — 1944 | Як-9             |
| 1944 — 1946 | Р-39 «Аэрокобра» |

## Расформирование полка
- 55-й гвардейский истребительный авиационный Харьковский Краснознамённый ордена Александра Невского полк 15 марта 1947 года был расформирован[16][17][18][19].